# Niagara (Dakota del Nord)
Niagara és una població dels Estats Units a l'estat de Dakota del Nord. Segons el cens del 2000 tenia 57 habitants.

## Demografia
Segons el cens del 2000, Niagara tenia 57 habitants, 27 habitatges, i 18 famílies. La densitat de població era de 23,7 hab./km².
Dels 27 habitatges en un 14,8% hi vivien nens de menys de 18 anys, en un 55,6% hi vivien parelles casades, en un 7,4% dones solteres, i en un 33,3% no eren unitats familiars. En el 25,9% dels habitatges hi vivien persones soles el 14,8% de les quals corresponia a persones de 65 anys o més que vivien soles. El nombre mitjà de persones vivint en cada habitatge era de 2,11 i el nombre mitjà de persones que vivien en cada família era de 2,5.
Per edats la població es repartia de la següent manera: un 17,5% tenia menys de 18 anys, un 1,8% entre 18 i 24, un 22,8% entre 25 i 44, un 29,8% de 45 a 60 i un 28,1% 65 anys o més.
L'edat mediana era de 54 anys. Per cada 100 dones de 18 o més anys hi havia 88 homes.
La renda mediana per habitatge era de 30.000 $ i la renda mediana per família de 31.250 $. Els homes tenien una renda mediana de 20.625 $ mentre que les dones 16.750 $. La renda per capita de la població era de 16.206 $. Cap de les famílies i el 6,4% de la població estaven per davall del llindar de pobresa.

## Poblacions més properes
El següent diagrama mostra les poblacions més properes.